# Force India VJM10
A Force India VJM10 egy Formula–1-es versenyautó, melyet a Force India csapat tervezett és versenyeztetett a 2017-es Formula–1 világbajnokságban. Pilótái Sergio Pérez és a csapathoz újonnan érkező Esteban Ocon voltak.

## Áttekintés
A csapat autója ebben az évben a BWT szponzor érkezése okán jellegzetes rózsaszín festésben pompázott, habár a szezon előtti teszteken még a hagyományos, krómezüst-narancssárga színeket viselte. Külsőre jellegzetessége még az új szabályoknak köszönhetően alacsonyabb kasztni, kisebb első, és nagyobb hátsó szárnnyal, valamint a motorborítás hátsó részéből kinyúló, extrém nagy szögletes "cápauszony".
Már a teszteléskor látszott azonban, hogy a VJM10-es túlsúlyos, ezért nehezen vezethető, és emiatt a csapat jobbára a középmezőny többi tagjával vívott hatalmas küzdelmeket. Mindazonáltal ők voltak az egyedüliek, akik az év első 5 versenyén kettős pontszerzést könyvelhettek el. A jó sorozat Monacóban egy kettős kieséssel szakadt meg, igaz, Perez megfutotta a verseny leggyorsabb körét. Az azeri nagydíjon a körülmények alakulása folytán a csapat pilótái mindketten esélyesek lehettek volna akár a győzelemre is, azonban összeütköztek. Pereznek egy 37 verseny óta tartó célbaérési sorozata szakadt így meg, Ocon viszont legalább a hatodik helyre be tudta hozni az autót. Az év hátralévő versenye sokkal jobban alakult számukra: mindketten folyamatos pontszerzők voltak, mindketten csak egy versenyen estek ki. A csúcspont a spanyol nagydíjon elért negyedik-ötödik helyezésük volt. Az évet végül a konstruktőri negyedik helyen zárta a csapat, több pontot elérve, mint az előző évben.

## Eredmények
| 2017 | Force India | Mercedes M08 EQ Power+ | P |              |    |    |    |   |   |    |   |    |   |   |   |     |   |    |    |   |   |   |    |   |     |    |
| 2017 | Force India | Mercedes M08 EQ Power+ | P | Esteban Ocon | 10 | 10 | 10 | 7 | 5 | 12 | 6 | 6  | 8 | 8 | 9 | 9   | 6 | 10 | 10 | 6 | 6 | 5 | KI | 8 | 187 | 4. |
| 2017 | Force India | Mercedes M08 EQ Power+ | P | Sergio Pérez | 7  | 9  | 7  | 6 | 4 | 13 | 5 | KI | 7 | 9 | 8 | 17† | 9 | 5  | 6  | 7 | 8 | 7 | 9  | 7 | 187 | 4. |

- † – Nem ért célba, de rangsorolták, mert teljesítette a versenytáv 90 százalékát.

## Fordítás
- Ez a szócikk részben vagy egészben  a   Force India VJM10 című angol Wikipédia-szócikk ezen változatának fordításán alapul.  Az eredeti cikk szerkesztőit annak laptörténete sorolja fel. Ez a jelzés csupán a megfogalmazás eredetét és a szerzői jogokat jelzi, nem szolgál a cikkben szereplő információk forrásmegjelöléseként.